# Sky Hawk
Pour l’article homonyme, voir The Sky Hawk.
Sky Hawk (天の鷹, Ten no taka, litt. « Le Faucon du ciel ») est un manga de Jirō Taniguchi sorti en 2002 au Japon par Futabasha et en 2009 en France dans la collection Sakka de Casterman, traduit par Corinne Quentin.

## Histoire
Hikosaburō Sōma (相馬 彦三郎) et Manzō Shiotsu (四方津 万蔵) sont deux samouraïs du fief Aizu exilés aux États-Unis depuis la restauration de Meiji (1868). Après avoir travaillé dans une mine d'or en Californie, ils s'établissent dans les Big Horn Mountains, Wyoming.
Ils rencontrent une tribu Oglala menée par Crazy Horse, qu'ils vont aider dans leur lutte contre les Américains et les Crows qui les menacent de les chasser de leurs terres, les Black Hills, notamment en leur apprenant le ju-jitsu. Ils deviennent alors Oglala, sous les noms de Sky Hawk et Winds Wolf, et participent à la guerre des Black Hills contre George Armstrong Custer, dont la fameuse bataille de Little Big Horn.

## Contexte
Jirō Taniguchi, inspiré par les nombreuses bandes dessinées européennes de western, souhaitait depuis longtemps s'essayer à ce genre, sans trouver d'éditeurs prêts à s'y risquer. Il eut alors l'idée de s'inspirer du livre Histoire de l'émigration japonaise par bateau (船に見る日本人移民史, Fune ni miru nihonjin imin shi) évoquant des membres du clan Aizu ayant perdu la guerre de Boshin et émigrés aux États-Unis en 1869, et sut convaincre son éditeur Futabasha.
Il évoque également ce passage de l'histoire du Japon dans la nouvelle La Lune finissante (秘剣残月, Hiken zangetsu), parue en 2009 dans le recueil Inu o kau to 12 no tanpen (犬を飼うと12の短編, en France : Jirô Taniguchi, une anthologie, 2010).